# Elecciones municipales de 2023 en Pamplona
Las elecciones municipales de 2023 se celebraron en Pamplona el domingo 28 de mayo, de acuerdo con el Real Decreto de convocatoria de elecciones locales en España dispuesto el 3 de abril de 2023 y publicado en el Boletín Oficial del Estado el 4 de abril.Se eligieron los 27 concejales del pleno del Ayuntamiento de Pamplona, a través de un sistema proporcional (método d'Hondt), con listas cerradas y un umbral electoral del 5 %.

## Candidaturas
| Candidatura | Candidatura | Candidatura     | Integrantes | Candidato/a       | Resultado previo | Resultado previo |
| Candidatura | Candidatura | Candidatura     | Integrantes | Candidato/a       | Votos (%)        | Escaños          |
| ----------- | ----------- | --------------- | --- | ----------------- | ---------------- | ---------------- |
|             |             | UPN             | ListaUPN (PP) | Cristina Ibarrola | -                | -                |
|             |             | EH Bildu        | ListaEuskal Herria Bildu (EH Bildu)                                                                                         | Joseba Asiron     | 24.81%           | 7                |
|             |             | PSOE            | ListaPartido Socialista Obrero Español (PSOE)                                                                               | Xabier Sagardoy   | 16.19%           | 5                |
|             |             | Partido Popular | ListaPartido Popular (PP)                                                                                                   | Carlos García     | -                | -                |
|             |             | GBai            | ListaGeroa Socialverdes (Geroa) Euzko Alderdi Jeltzalea-Partido Nacionalista Vasco (EAJ-PNV)                                | Koldo Martínez    | -                | -                |
|             |             | Contigo-Zurekin | ListaPodemos Navarra (Podemos) Izquierda Unida de Navarra (IUN-NEB) Batzarre (Batzarre) Alianza Verde (AV) Verdes Equo (VQ) | Txema Mauleón     | -                | -                |

## Resultados
Los resultados completos correspondientes al escrutinio definitivo se detallan a continuación:
|  | 30.3 % |

|  | 27.4 % |

|  | 15.64 % |

|  | 8,41 % |

|  | 7.55 % |

|  | 5,16 % |

|  | 2.9 % |

|  | 0.7 % |

|  | 0.42 % |

|  | 0.27 % |

|  | 0.04 % |

|  | 70,29 % |

|  | 0.81 % |

|  | 66.61 % |

## Concejales electos
Relación de concejales electos:
| N.º | Nombre                           | Lista | Lista           |
| --- | -------------------------------- | ----- | --------------- |
| 1   | Cristina Ibarrola Guillén        |       | UPN             |
| 2   | Carlos Salvador Armendáriz       |       | UPN             |
| 3   | María Caballero Martínez         |       | UPN             |
| 4   | María Echávarri Miñano           |       | UPN             |
| 5   | Aitor Silgado Goicoechea         |       | UPN             |
| 6   | Izaskun Zozaya Yunta             |       | UPN             |
| 7   | Raúl Armendáriz Lezáun           |       | UPN             |
| 8   | Javier Labairu Elizalde          |       | UPN             |
| 9   | Juan José Echeverría             |       | UPN             |
| 10  | Joseba Asiron Saez               |       | EH Bildu        |
| 11  | Garbiñe Bueno Zabalza            |       | EH Bildu        |
| 12  | Joxe Abaurrea San Juan           |       | EH Bildu        |
| 13  | Maider Beloki Unzu               |       | EH Bildu        |
| 14  | Endika Alonso Irisarri           |       | EH Bildu        |
| 15  | Aitziber Campion Gamboa          |       | EH Bildu        |
| 16  | Borja Izaguirre Larrañaga        |       | EH Bildu        |
| 17  | Zaloa Basabe Gutiérrez           |       | EH Bildu        |
| 18  | Xabier Sagardoy Ortega           |       | PSN             |
| 19  | Marina Curiel García             |       | PSN             |
| 20  | Eloy Del Pozo Cano               |       | PSN             |
| 21  | Nuria Medina Santos              |       | PSN             |
| 22  | Miguel Matellanes                |       | PSN             |
| 23  | Carlos García Adanero            |       | PPN             |
| 24  | Carmen Alba Orduña               |       | PPN             |
| 25  | Koldo Martínez Urionabarrenetxea |       | GBai            |
| 26  | Mikel Armendáriz Barnechea       |       | GBai            |
| 27  | Txema Mauleón Echeverría         |       | Contigo-Zurekin |

## Eventos posteriores

### Investidura de alcalde o alcaldesa
Cristina Ibarrola fue investida alcaldesa de Pamplona tras no fraguarse un pacto entre el PSN y EH Bildu. Sin embargo, después de 6 meses el equipo de gobierno se vio envuelto en polémicas, y un pacto con el PSN, GBai y C/Z puso en marcha una moción de censura por parte de EH Bildu devolviendo a Joseba Asirón a la alcaldía.
| Candidatos a la alcaldía  | Votos |
| ------------------------- | ----- |
| Cristina Ibarrola Guillén | 11/27 |
| Joseba Asirón Sáez        | 11/27 |
| Abstención                | 5/27  |

| Candidatos a la alcaldía | Votos |
| ------------------------ | ----- |
| Joseba Asirón Sáez       | 15/27 |
| Cristina Ibarrola Guillé | 11/27 |
| Vacío                    | 1/27  |